# Benzbromarona
Benzbromarona é um fármaco utilizado como agente uricosúrico, diminuindo a concentração de ácido úrico no plasma sanguíneo e reduzindo a reabsorção renal (túbulo proximal) do composto, indicado em casos de gota crônica. É um medicamento hepatotóxico. Na Espanha desde 2004 seu consumo é restrito sendo feita apenas por especialistas em diagnósticos de hospitais, para tratamentos de longa duração.

## Interações
- Salicilatos - reduz o efeito da benzbromarona.
- Anticoagulantes - aumenta a atividade de coagulantes.